# Hugo Celmiņš
Hugo Celmiņš (Lubāna, 30 ottobre 1877 – Mosca, 30 luglio 1941) è stato un politico lettone.
È stato Primo ministro della Lettonia per due periodi: dal dicembre 1924 al dicembre 1925 e dal dicembre 1928 al marzo 1931.